# Malmö MFI-9
Malmö Flygindustri MFI-9 Junior là một loại máy bay hạng nhẹ được sản xuất tại Thụy Điển trong thập niên 1960. Loại máy bay này cũng được chế tạo theo giấy phép dưới tên gọi khác là Bölkow Bo 208.

## Biến thể
- MFI-9
  - Bölkow Bo 208
- MFI-9B Trainer
  - Biafra Baby
- MFI-9B Mili-Trainer

## Quốc gia sử dụng
Biafra
- Không quân Biafra sử dụng trong Chiến tranh Biafra.

 Thụy Điển
- Không quân Thụy Điển.

## Tính năng kỹ chiến thuật (MFI-9B)

Dữ liệu lấy từ Jane's All The World's Aircraft 1965–66
Đặc điểm tổng quát
- Kíp lái: 1
- Sức chứa: 1 hành khách
- Chiều dài: 5.85 m (19 ft 2 in)
- Sải cánh: 7.43 m (24 ft 4 in)
- Chiều cao: 2.00 m (6 ft 7 in)
- Diện tích cánh: 8.70 m2 (93 ft2)
- Trọng lượng rỗng: 340 kg (750 lb)
- Trọng lượng có tải: 575 kg (1.270 lb)
- Powerplant: 1 × Continental O-200 A, 75 kW (100 hp)

Hiệu suất bay
- Vận tốc cực đại: 236 km/h (145 mph)
- Vận tốc hành trình: 215 km/h (133 mph)
- Tầm bay: 800 km (500 dặm)
- Trần bay: 4.500 m (15.000 ft)
- Vận tốc lên cao: 4,3 m/s (850 ft/phút)